# Yonkers
Yonkers (amerikanskt uttal: [ˈjɑːŋkərz]) är den största staden i Westchester County i den amerikanska delstaten New York, och delstatens fjärde största stad. Den hade 195 976 invånare vid 2010 års folkräkning, på en yta av 52,6 kvadratkilometer. Yonkers är en tätbebyggd förstad i norra delen av New Yorks storstadsregion och ligger omedelbart norr om staden New Yorks stadsgräns.

## Geografi
Yonkers stad är en kranskommun på gränsen till Bronx i New Yorks storstadsregion, omedelbart norr om staden New Yorks stadsgräns på Hudsonflodens östra sida. Terrängen är mycket kuperad och varierar i höjd från havsnivå till omkring 130 meter över havet.

## Historia

### Namnet Yonkers
Platsen där Yonkers idag ligger var del av Colen Donck, den mark som köptes i juli 1645 av Adriaen van der Donck, känd bland lokalborna som "Junkern" (nederländska: Jonkheer). Detta blev senare upphovet till de engelsktalande nybyggarnas namn på platsen, "Yonkers". Området gick från den nuvarande gränsen mellan Manhattan och Bronx vid Marble Hill 19 kilometer norrut och från Hudsonfloden österut till Bronx River. Van der Donck lät uppföra ett sågverk i närheten av Nepperhan Creeks utlopp i Hudsonfloden; Nepperhan är idag även känd som Saw Mill River. Van der Donck dödades i persikokriget mellan de nederländska nybyggarna och lokala indianstammar. Hans fru togs som gisslan och släpptes senare.

### Philipse Manor
Nära platsen för det första sågverket står fortfarande idag Philipse Manor Hall, uppförd omkring 1682 som herrgård för godsägaren Frederick Philipse, som ägde hela den mark där Yonkers idag står och stora delar av nuvarande Westchester County. Philipses senare ättling, godsägaren Frederick Philipse III, var brittisktrogen lojalist under amerikanska frihetskriget, dömdes för landsförräderi av rebellerna och fick därför egendomen konfiskerad. Godset styckades upp och såldes på auktion.

### Stadens framväxt under 1800-talets industrialisering
Från mitten av 1600-talet till mitten av 1800-talet var Yonkers en lantlig småstad med en livlig industri vid stranden. Den senare tillväxten av staden drevs fram av industrierna och närheten till den framväxande storstaden New York. Elisha Otis uppfann den första säkerhetshissen 1853 och startade Otis Elevator Companys första fabrik i närheten av nuvarande Vark Street vid Hudsonfloden. Omkring 1880 flyttade man till större lokaler, i den byggnad som senare kom att bli Yonkers stadsbibliotek. Alexander Smith and Sons Carpet Company i Yonkers grundades vid samma tid vid Saw Mill River och hade med 800 vävstolar och över 4 000 anställda en av världens största mattfabriker.
Yonkers var ursprungligen en landsbygdskommun men den tätbebyggda delen med orten Yonkers blev Village of Yonkers 1854, och 1872 omvandlades hela kommunen till stadskommunen City of Yonkers. Fram till 1874 inkluderade Yonkers även de sydliga områdena Kingsbridge och Riverdale, men detta år införlivades dessa i staden New York och blev sedermera till dagens stadsdel Bronx. År 1898 genomfördes folkomröstningar i stadskommunerna Yonkers, Mount Vernon, Queens, Brooklyn och Staten Island om att slå samman städerna med Manhattan, men medan resultaten var övervägande positiva i de flesta städerna, som därmed kom att bilda den nuvarande storstaden New York, var Yonkers och Mount Vernon i norr negativa till att införlivas med storstaden. Därigenom kom Yonkers och Mount Vernon att förbli självständiga förstäder, men sammanslagningsförslaget, den urbana karaktären och de nära banden till storstaden New York gör att Yonkers ibland lokalt kallas för "The Sixth Borough".
Yonkers fick järnvägsförbindelse 1888 från Manhattan och vidare norrut genom The New York City and Northern Railway Company, senare New York Central Railroad. Fram till 1943 fanns även en sidolinje till Getty Square.
USA:s första golfbana, St. Andrew's Golf Club, startades i Yonkers 1888.

### 1900-talet
Bakelit, världens första helsyntetiska plast, uppfanns i Yonkers av Leo Baekeland omkring 1906, och fram till 1920-talet tillverkades plasten här. Under början av 1900-talet fanns också en tidig biltillverkare här, Colt Runabout Company, men företaget gick senare i konkurs. Under denna period låg även Waring Hat Company, USA:s största hattillverkare i Yonkers. Under andra världskriget ställdes industrierna delvis om till krigsproduktion; Alexander Smith and Sons producerade tält och filtar och Otisfabrikerna producerade stridsvagnar. Efter kriget kom dock stora delar av stadens industri att läggas ned i konkurrensen från billigare importprodukter. Alexander Smith-fabrikerna, en av de största arbetsgivarna, stängdes i samband med en strejk i juni 1954, och 1983 kom även Otis Elevator Company att lägga ned sin tillverkning i staden. Sedan dess har Yonkers i högre grad tack vare de goda kommunikationerna och närheten till New York blivit en pendlarförstad, och vissa attraktiva områden som Crestwood och Park Hill kom att bli populära bland välbeställda New York-bor som ville flytta ut från Manhattan men ändå ha nära till stadslivet.
Den 4 januari 1940 sändes världens första FM-radiosändning av Edwin Armstrong från Yonkersbon och medarbetaren C.R. Runyons hem. 1942 planerades en förlängning av tunnelbanan mellan 242nd Street och Getty Square, men planerna övergavs senare.
År 1960 bestod stadens befolkning enligt dåvarande befolkningssiffror av 95,8 procent vita amerikaner och 4,0 procent afroamerikaner. Stadens problem med rasdiskriminering och segregation blev föremål för en flera decennier lång rättslig konflikt i federal domstol, som slutade 1985 med att staden fälldes för diskriminering, enligt domslutet på grund av att kommunala bostäder huvudsakligen koncentrerades till vissa skoldistrikt. Detta ledde till att stadens skolor integrerades 1988.

## Sport och nöjen
- En av världens mest kända travbanor, Yonkers Raceway, finns i Yonkers.

## Kända invånare
- Steven Tyler, frontman i rockgruppen Aerosmith, uppväxt i Yonkers.
- Jon Voight, skådespelare, är född och uppvuxen i Yonkers.
- Antony Blinken,  USA:s utrikesminister 2021 -, född i Yonkers
- Earl Simmons, DMX, amerikansk rappare